# Überfall auf Cartagena
Philippsburg – Koblenz – Walcourt – Bantry Bay – Mainz – Bonn – Fleurus – Beachy Head – Boyne – Staffarda – Québec – Mons – Cuneo – Leuze – Aughrim – Barfleur/La Hougue – Namur 1 – Steenkerke – Lagos – Neerwinden – Marsaglia – Charleroi – Torroella – Camaret – Texel – Sant Esteve d'en Bas – Gerona – Dixmuyen – Namur 2 – Brüssel –  Ath – Cartagena – Barcelona

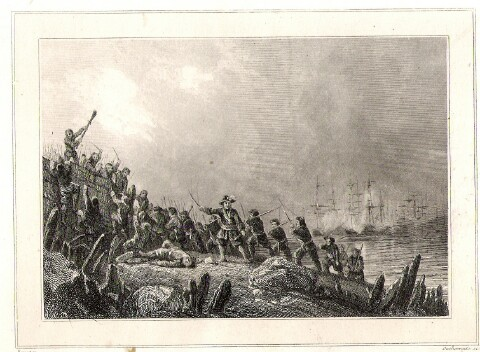
Erstürmung von Cartagena

Der Überfall auf Cartagena im Frühjahr 1697 war eine der letzten bedeutenden Kriegshandlungen während des Neunjährigen Krieges. Es handelte sich um ein Unternehmen, an dem sowohl reguläre französische Soldaten als auch Bukaniere von den Westindischen Inseln beteiligt waren. Zusammen belagerten und eroberten sie die bedeutende spanische Hafenstadt Cartagena im heutigen Kolumbien. Die Franzosen machten enorme Beute, während die Bukaniere abwesend waren. Später kam es zum Streit um die Beuteanteile und die Piraten plünderten die Stadt erneut.

## Vorgeschichte
Während des neunjährigen Krieges hatte es neben großen Flottenoperationen auf beiden Seiten immer auch den Freibeuterkrieg gegeben. Diese Tendenz verstärkte sich auf französischer Seite nach der Schwächung der französischen Marine seit etwa 1694.
Der französische Kapitän Jean-Bernard de Pointis überzeugte 1696 Ludwig XIV. von seinem Plan, einen großangelegten Überfall auf Cartagena zu unternehmen. Diese Stadt war der spanische Haupthafen in der südlichen Karibik.
Er erhielt die Erlaubnis, zu diesem Zweck private Geldgeber zu gewinnen. Er brachte über 660 Investoren zusammen. Diesen waren 50 % der Beute zugesagt worden. Mit dem eingenommenen Geld charterte die dafür gegründete Gesellschaft die nötigen Schiffe und bezahlte die Besatzungen. Die Soldaten stellte der König, dem ebenfalls ein Beuteanteil zustand.
Mit etwa 2300 Seeleuten und 1750 Soldaten verließ die Flotte Anfang Januar 1697 Brest. An Bord war auch die nötige Ausrüstung für eine Belagerung.
In Santo Domingo stellte der Gouverneur Jean Baptiste du Casse weitere Teilnehmer und Schiffe für die Expedition zur Verfügung. Neben regulären Soldaten, Angehörigen der Miliz, ehemaligen farbigen Sklaven und freiwilligen Siedlern bildeten das Hauptkontingent mindestens 650 Bukanier, die der Gouverneur seit Monaten für das Vorhaben gesammelt hatte. In der Folge kommandierte er seine Männer selbst.

## Verlauf
Die Flotte kam am 12. oder 13. April 1697 in der Nähe von Cartagena an. Die Truppen landeten einige Tage später nach Erkundung der Küsten in der Nähe. Sie griffen zunächst das Fort San Luis de Bocachica an. Dieses wurde von 150 Mann verteidigt. Nach einem Sturmangriff am 16. April kapitulierte das Fort, es wurde mit 170 Mann besetzt. Mit der Eroberung des Forts war der Weg für die Schiffe in die Bucht frei. Das nächste Fort Santa Cruz hatten die Spanier aufgegeben. Der Grund war, dass sie nur insgesamt etwa 750 Mann für die Gesamtverteidigung zur Verfügung hatten. Das Fort Lorenzo wurde von den Freibeutern über See und von den französischen Soldaten über Land angegriffen und erobert.
Beide Truppen vereinigten sich wieder und begannen mit der Belagerung eines Vorortes von Cartagena. Dort verteidigten etwa 700 Mann die spanischen Stellungen. Es wurden Laufgräben angelegt und Belagerungsgeschütze in Stellung gebracht. Am 28. begann das Bombardement. Nachdem eine Bresche entstanden war, befahl de Pointis den Sturmangriff. Dieser wurde von den regulären Soldaten und den Freibeutern gemeinsam ausgeführt. Daraufhin waren die Spanier am 2. Mai zur Übergabe bereit. Bei den Verhandlungen über die Kapitulation erfuhr de Pointis von der bevorstehende Ankunft einer angeblichen Entsatztruppe. Die Freibeuter und einige hundert Soldaten wurden entsandt, um die Gegner abzufangen.

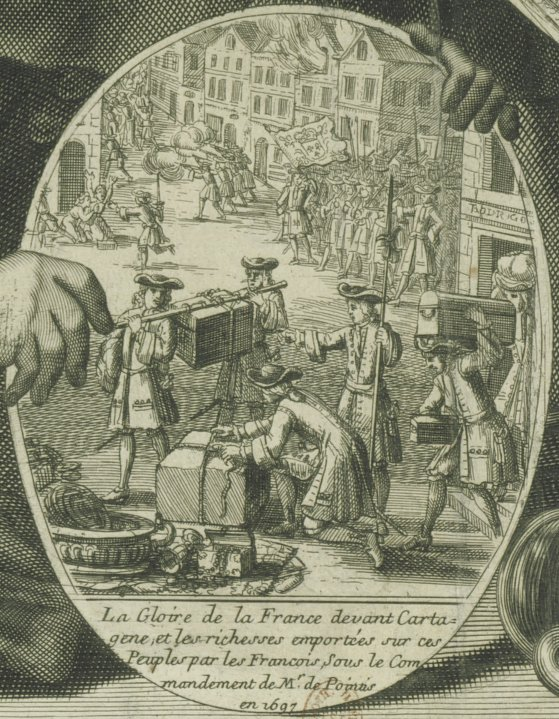
Plünderung von Cartagena

Am 4. Mai erfolgte die Übergabe. Insgesamt machte de Pointis angeblich eine Beute von zwei Millionen Goldpesos. Die Franzosen zerstörten die Befestigungswerke.
Jean Baptiste du Casse, der mit seinen Bukanieren nach der vergeblichen Suche nach gegnerischen Truppen zurückkam, fand die Tore der Stadt verschlossen vor. Es kam zum Streit, weil sich die Bukaniere um ihren Beuteanteil betrogen sahen. Der ihnen angebotene Beuteanteil war ihnen zu gering, weil er nicht den bei ihnen üblichen Gepflogenheiten bei der Verteilung der Beute entsprach. Nach einigen Tagen des Debattierens drangen die Piraten gegen den Willen von du Casse am 30. Mai in die Stadt ein und plünderten und brandschatzten sie für drei Tage. Zahlreiche Einwohner wurden getötet oder durch Folter zur Preisgabe ihrer Wertgegenstände gezwungen.

## Folgen
Die Franzosen verließen am 1. Juni Cartagena. Die Piraten folgten einige Tage später. Die französische Flotte stieß am 6. Juni auf eine englisch-holländische Flotte unter Vizeadmiral John Nevell. Diese war nach Westindien entsandt worden, um die französische Flotte aufzuspüren Die Flotte der Verbündeten war deutlich stärker als die französische. Diese war zudem unterbesetzt, weil ein Großteil der Besatzung an Fieber erkrankt war. Die französischen Schiffe flohen. Es gelang den Alliierten lediglich, ein kleines gegnerisches Schiff zu entern. Später stießen die Alliierten auf einige ankernde Schiffe der Freibeuter. Ein Teil der Schiffe wurde aufgebracht, andere entkamen.
Die französische Flotte erreichte Brest wieder am 29. August 1697. Zur Erinnerung an den Erfolg wurde eine Medaille geprägt. Jean Baptiste du Casse reiste ebenfalls nach Frankreich, um für sich und die Bukaniere ihren Anteil an der Beute einzufordern. Tatsächlich erhielt er eine beträchtliche Geldsumme und wurde zum Admiral ernannt.